# 朝阳街道 (连云港市)
朝阳街道是中华人民共和国江苏省连云港市连云区下辖的一个街道办事处。
2013年1月6日，江苏省人民政府批复同意撤销朝阳镇，以原朝阳镇行政区域设立连云区朝阳街道办事处，街道办事处驻新县居委会向阳大街213号。

## 行政区划
朝阳街道下辖以下村级行政区划单位：
朝东街社区、新县街社区、铁路系统社区、西庄村、刘巷村、韩李村、张庄村、尹宋村、马山村和沙集村。